# رفع بسیج عمومی

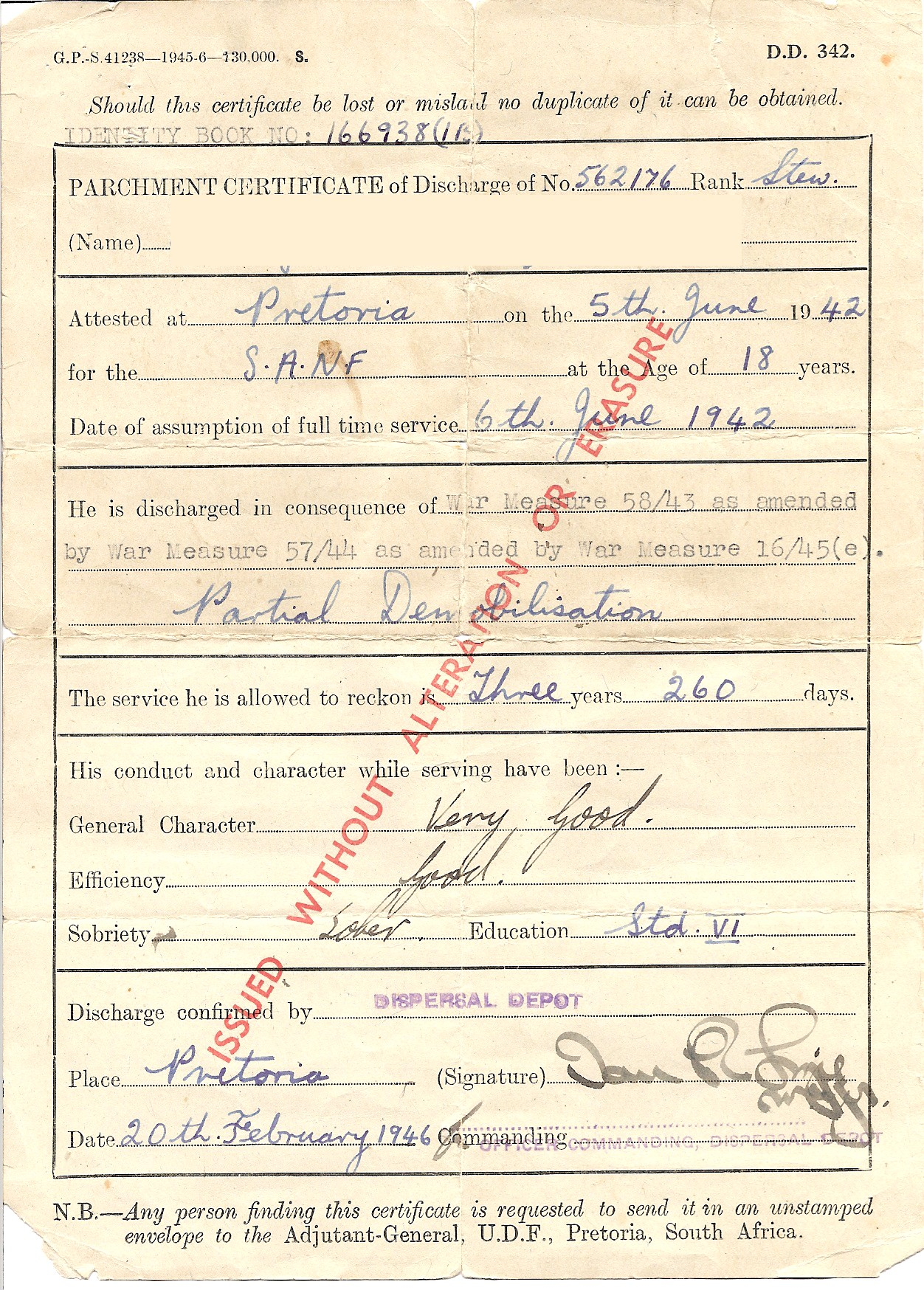
نمایی از برگهٔ «رفع بسیج عمومی» که برای تمام سربازان آفریقای جنوبی در پایان جنگ جهانی دوم صادر شد.

رفع بسیج عمومی (انگلیسی: Demobilization) فرآیند کنار گذاشتن نیروی نظامی یک کشور از وضعیت آمادگی رزمی است. این ممکن است در نتیجه پیروزی در جنگ باشد، یا به این دلیل که یک بحران به طور مسالمت‌آمیز حل شده است و نیروی نظامی لازم نخواهد بود. نقطه مقابل رفع بسیج عمومی، بسیج نیروها است. رفع بسیج عمومی اجباری دشمن شکست خورده را غیرنظامی‌سازی می گویند.